# François Donny
François Constantin Leopold Donny (Oostende, 18 november 1791 - Gent, 5 januari 1872) was een Belgisch volksvertegenwoordiger.

## Levensloop
Donny's overgrootvader, François-Joseph Donny (°1710) trouwde met Geneviève de Somer, en ze hadden dertien kinderen. Zijn grootvader was chirurgijn Jean-François Donny (1739-1783) die trouwde met Anna van den Heede. Hun zoon François-Jean Donny (1764-1809) werd notaris in Oostende en trouwde met Marie-Constance van der Heyde (°1765), uit de bekende Leffings-Oostendse notarisfamilie. Die hadden dan op hun beurt enkele kinderen die welvarend werden, onder wie François-Constantin Donny, die trouwde met Antoinette Tribou. 
Hij promoveerde tot doctor in de rechten (1816) aan de École de droit in Brussel en werd stadsontvanger en ontvanger van de octrooirechten in Oostende. Van 1824 tot 1834 was hij stadssecretaris van Oostende.  Hij was daarnaast ook advocaat.
In 1832 werd hij verkozen tot unionistisch (vervolgens katholiek) volksvertegenwoordiger voor het arrondissement Oostende, een mandaat dat hij uitoefende tot aan de wet op de onverenigbaarheden in 1848.
Hij was namelijk in 1834 advocaat-generaal geworden bij het hof van beroep in Gent en verkoos de magistratuur boven de politiek. Hij bleef het ambt uitoefenen tot in 1867. 
Als volksvertegenwoordiger nam Donny deel aan heel wat commissies:
- Commissie voor de herziening van de inkomstenbelasting,
- Commissie voor de militaire pensioenen,
- Commissie voor de organisatie van het Rekenhof en voor de algemene boekhouding van het Rijk,
- Commissie van Utrecht voor de regeling van de financiële geschillen tussen Nederland en België.

Hij was achtbare meester van de Oostendse vrijmetselaarsloge Les Trois Niveaux.
Donny was een erudiet man die zich zeer interesseerde voor scheikunde, wiskunde, muziek en schilderkunst. Deze interesses bracht hij over op zijn zoon François Donny jr., die hoogleraar werd aan de Gentse universiteit.